# Armadillidium hauseni
Armadillidium hauseni is een pissebed uit de familie Armadillidiidae. De wetenschappelijke naam van de soort is voor het eerst geldig gepubliceerd in 1985 door Schmalfuss.